# Daisy und Violet Hilton

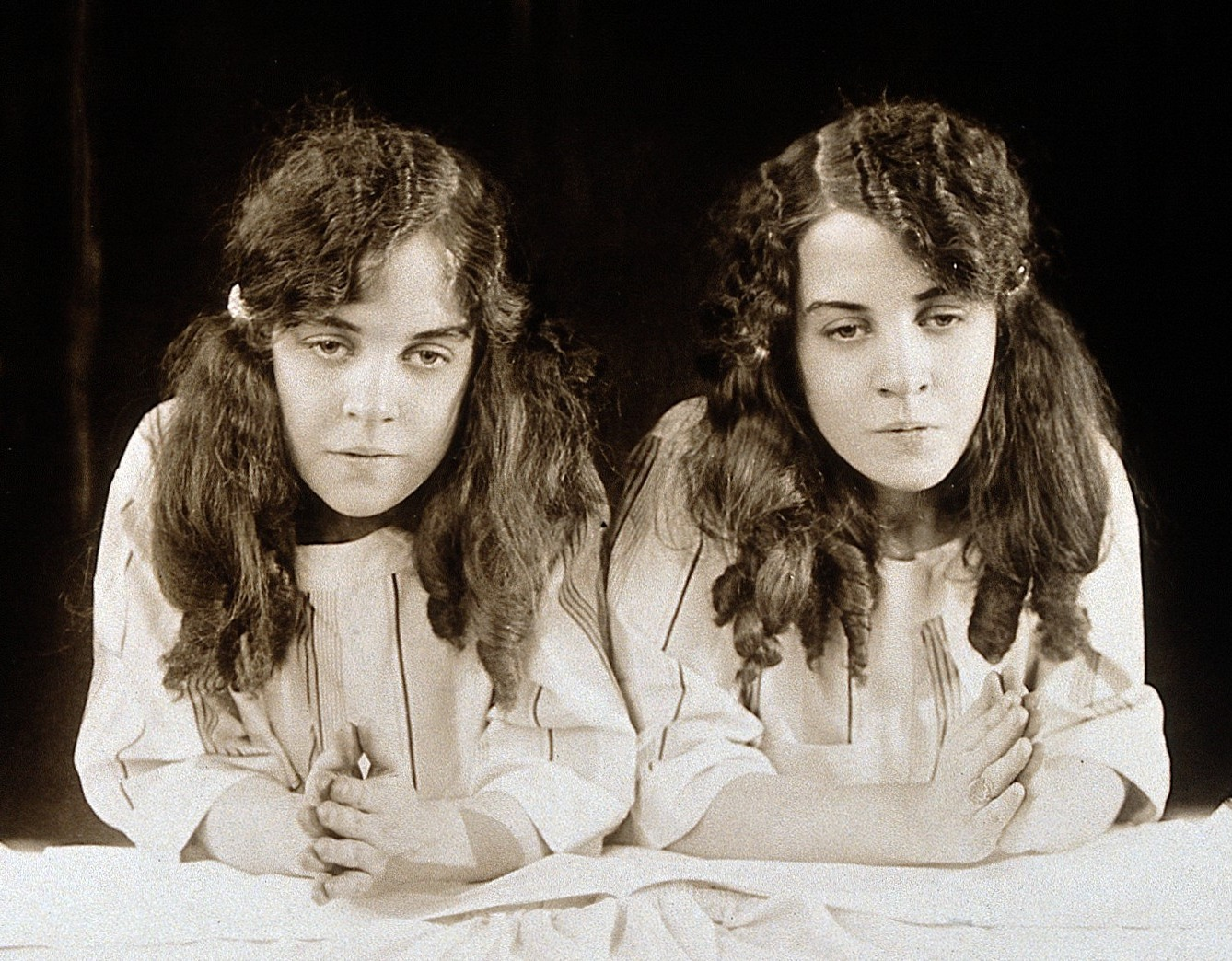
Daisy und Violet Hilton (ca. 1927)

Daisy und Violet Hilton (* 5. Februar 1908 in Brighton, Vereinigtes Königreich; † vor 4. Januar 1969 in Charlotte, North Carolina, Vereinigte Staaten) waren Schauspielerinnen und siamesische Zwillinge.

## Kinderstars

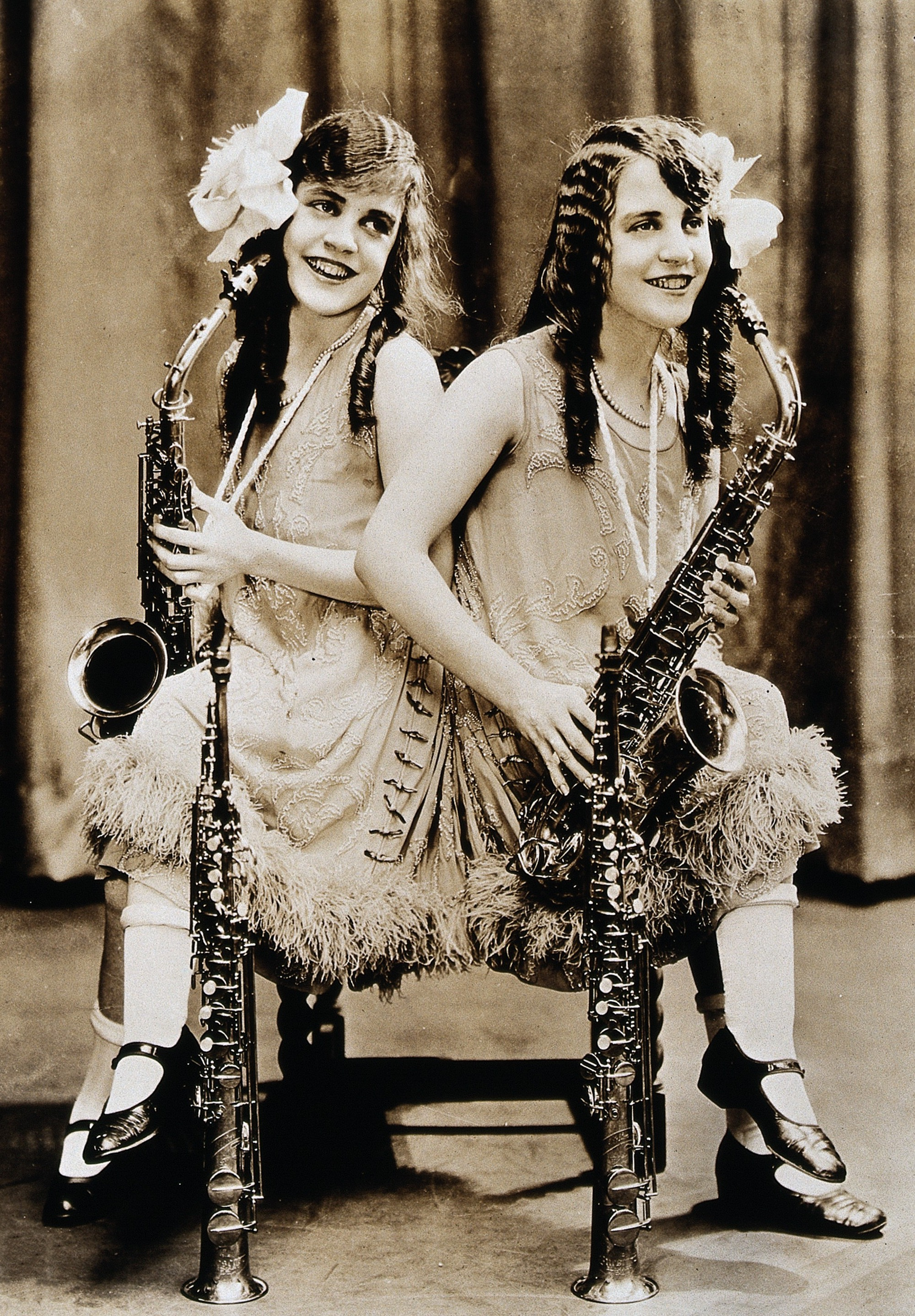
Daisy und Violet Hilton (etwa 1927)

Die Töchter der unverheirateten Kate Skinner wurden im Alter von zwei Wochen von Mary Hilton, der Arbeitgeberin ihrer leiblichen Mutter, adoptiert. Die Kinder waren an den Hüften und Hinterteilen zusammengewachsen und teilten sich den Blutkreislauf, aber keine größeren Organe. Ihre Adoptivmutter präsentierte sie schon bald bei Ausstellungen als Sensation, unter anderem wurden Daisy und Violet zusammen mit den „Böhmischen Schwestern“ – den siamesischen Zwillingen Rosa und Josefa Blažek – von Ike Rose in „Rose’s Royal Midgets fame Panoptikum“ vorgeführt. Möglicherweise war dies das erste Mal, dass zwei siamesische Zwillingspaare gleichzeitig dem Publikum vorgeführt wurden.
Später begab sich Familie Hilton mit den Zwillingen auf eine Tournee durch Australien. Mary Hilton „vererbte“ die Kinder an ihre Tochter Edith und deren Gatten Myer Myers. Das Ehepaar Myers zog in die USA und leistete sich von den Einkünften, die Daisy und Violet ihm sicherten, eine Villa im Stil Frank Lloyd Wrights in San Antonio, Texas. Daisy und Violet wurden weiterhin auf Jahrmärkten und bei anderen Gelegenheiten vorgeführt.
Mittlerweile hatten sie Klarinette und Saxophon zu spielen gelernt und präsentierten sich auch als Sängerinnen und Tänzerinnen. Zu dieser Zeit waren sie mit Bob Hope und Harry Houdini befreundet. Houdini unterstützte sie bei der Bemühung, sich wenigstens mental voneinander zu trennen.
Mit ihrem Manager William Oliver verband sie eine enge Freundschaft, was schließlich zu einem Skandal führte: Olivers Frau verlangte die Scheidung und eine hohe Entschädigung. Im Zuge des Prozesses gelang es dem Anwalt Martin J. Arnold, den Daisy und Violet konsultiert hatten, die inzwischen volljährigen Zwillinge 1931 aus der Herrschaft der Familie Myers zu befreien.

## Das Leben unter eigener Regie
Daisy und Violet Hilton nahmen die amerikanische Staatsbürgerschaft an und setzten nun auf eigene Faust ihre Showkarriere fort. Im Jahr 1932 traten sie in dem Film Freaks auf. Violet hatte Beziehungen zu Blue Steel, Harry Mason und Don Galvan, bevor sie sich 1933 mit dem Bandleader Maurice L. Lambert verlobte. Ihr Versuch, eine Heiratserlaubnis zu bekommen, wurde aber in 21 Staaten abgewiesen. Daisy ihrerseits war eng befreundet mit Jack Lewis, wagte aber nicht auf eine Ehe zu hoffen. Dass es den Zwillingen verwehrt wurde, sich zu verheiraten, führte zu einer Krise zwischen ihnen.
Später wurde doch noch eine Eheschließung für Violet arrangiert. Am 18. Juli 1936 heiratete sie ihren langjährigen Tanzpartner James Walker alias Jim Moore. Daisy ehelichte am 17. September 1941 den Tänzer Harold Estep alias Buddy Sawyer; ihre Ehe dauerte allerdings nur zwei Wochen.

## Der Abstieg
Nachdem die große Zeit des Vaudevilletheaters zu Ende gegangen war, versuchten die Zwillinge ihr Glück wieder beim Film. 1950 spielten sie in Chained for Life die Sängerinnen Dorothy und Vivian Hamilton. Der Film wurde ein Misserfolg, und Daisy und Violet gerieten in materielle Nöte. Sie eröffneten 1955 einen Hotdogstand in Miami, mussten dieses Geschäft, das unter dem Namen The Hilton Sister's Snack Bar firmiert hatte, aber bald wieder schließen, da die alteingesessenen Restaurantbetriebe sich dagegen wehrten, sich durch die siamesischen Zwillinge Konkurrenz machen zu lassen. 1962 versuchten sie in einem Autokino in North Carolina Geld zu verdienen, wurden aber von ihrem Manager betrogen und mittellos zurückgelassen. Schließlich gab ein Ladenbesitzer ihnen Arbeit. Als die an der Hongkong-Grippe erkrankten Zwillinge drei Tage nicht zur Arbeit erschienen waren, wurde die Polizei am 6. Januar 1969 alarmiert. Sie fand die Schwestern tot in ihrem Wohnwagen. Die Obduktion ergab, dass Daisy als erste gestorben war. Violet soll nach dem Befund der Gerichtsmediziner ihre Schwester um zwei bis vier Tage überlebt haben, was angesichts ihres gemeinsamen Blutkreislaufs allerdings recht unwahrscheinlich ist. Zum Zeitpunkt ihres Todes besaßen Daisy und Violet noch ungefähr 1000 US-Dollar. Sie hinterließen keine Verwandten.

## Musical
Die Story des Musicals Side Show von Bill Russell (Drehbuch und Text) und Henry Krieger (Musik) aus dem Jahr 1997 basiert auf dem Leben der Zwillinge. Das Stück wurde von dem Regisseur Robert Longbottom choreografiert und mit Emily Skinner als Daisy und Alice Ripley als Violet zwischen dem 16. Oktober 1997 und 3. Januar 1998 in 91 Vorstellungen am Broadway aufgeführt. Die Inszenierung wurde für vier Tony Awards nominiert.

## Belege
1. ↑  Jensen, Dean. The Lives and Loves of Daisy and Violet Hilton: A True Story of Conjoined Twins, Berkeley, CA: Ten Speed Press, 2006; ISBN 978-1-58008-758-2
2. ↑  Lefkowitz, David and Viagas, Robert. Side Show Cast and Fans Campaign To Save the Show (Memento vom 14. Juli 2014 im Internet Archive), playbill.com, 24. Dezember 1997
3. ↑  "Side Show" is Closing, 23. Dezember 1997
4. ↑  Viagas, Robert and Simonson, Robert.  'Ragtime', 'Lion King', 'Beauty Queen' Lead Tony Nominations (Memento vom 14. Juli 2014 im Internet Archive), playbill.com, 4. Mai 1998